# Далиненко, Николай Карпович
Николай Карпович Далиненко (23.08.1919 — 15.05.1995) — российский учёный в области телевизионной техники.
Выпускник Петришуле (1938). 1938 — 1941 гг. слушатель Военной электротехнической академии, в 1946 — 1947 гг. слушатель Военной Академии связи им. С. М. Буденного. Участник Великой Отечественной войны — начальник связи дивизии.
Окончил факультет электронной техники (ФЭТ) ЛЭТИ (1951).
Работал во ВНИИ телевидения (1950—1955), в НПО «Электрон» (ВНИИ ЭЛП) (1956—1975), с 1962 г. зав. лабораторией диссекторов.
Разрабатывал фотоумножители для систем бегущего луча, электронные умножители для передающих телевизионных трубок, трубки нового типа — диссекторы (1961), аппаратуру астроориентации.
Кандидат технических наук (1969).
Лауреат Государственной премии СССР (1968). Награждён орденами Красного Знамени, Красной Звезды, Отечественной войны I степени и медалями.